# Magsaysay (Occidental Mindoro)
Magsaysay ist eine philippinische Stadtgemeinde in der Provinz Occidental Mindoro. Sie hat 36.016 Einwohner (Zensus 1. August 2015).

## Baranggays
Magsaysay ist politisch in zwölf Baranggays unterteilt.
- Alibog
- Caguray
- Calawag
- Gapasan
- Laste
- Lourdes
- Nicolas (Bulo)
- Paclolo
- Poblacion
- Purnaga
- Santa Teresa
- Sibalat